# فيفا 99
فيفا 99 (بالإنجليزية: FIFA 99)‏ هي لعبة فيديو صدرت في 1998م، وتعمل لأنظمة التشغيل كل من ويندوز وبلاي ستيشن وسيجا ميجا درايف ونينتندو 64 وجيم بوي.

## المنتخبات العربية
ظهرت المنتخبات العربية للعبة فيفا 99 لنظام ميجا درايف والتي تشمل :  الجزائر و مصر و المغرب و السعودية.

## وصلات خارجية
- FIFA 99 على موبي غيمز
- [] (en)
- [] (en)